# Abdul Rahman Hassan Azzam
Pour les articles homonymes, voir Azzam.
Abdul Rahman Hassan Azzam (en arabe : عبد الرحمن حسن عزام), né le 8 juin 1893 à Gizeh et mort le 2 juin 1976 au Caire, est un diplomate égyptien.

## Biographie
Originaire de la Libye, il étudie à l'université al-Azhar.
Nationaliste égyptien et fervent partisan du panarabisme, il s'oppose fermement à la partition de la Palestine. Lors de sa carrière politique, il est membre au parlement en 1924 et 1936 et ambassadeur d'Égypte dans plusieurs pays.
Il devient le 22 mars 1945 le premier secrétaire général de la Ligue arabe et occupe ce poste jusqu'en 1952
Il est le grand-oncle maternel d'Ayman al-Zawahiri.